# Videbæk Sogn
Videbæk Sogn er et sogn i Skjern Provsti (Ribe Stift).
Videbæk Kirke blev indviet i 1914. Videbæk Sogn blev i 1916 udskilt fra Herborg Sogn og Vorgod Sogn, som begge hørte til Bølling Herred i Ringkøbing Amt. Sognekommunerne Nørre Vium-Herborg og Vorgod blev ved kommunalreformen i 1970 kernen i Videbæk Kommune, der ved strukturreformen i 2007 indgik i Ringkøbing-Skjern Kommune.
I Videbæk Sogn findes følgende autoriserede stednavne:
- Gammelmølle (bebyggelse)
- Herborg Bæk (vandareal)
- Knivsbæk (vandareal)
- Ryesminde (bebyggelse)
- Solsø Hede (bebyggelse)
- Trøstrup (bebyggelse)
- Videbæk (bebyggelse, ejerlav)
- Videbæk Mose (areal)
- Vorgod (bebyggelse, ejerlav)